# Лукия Лорранская
Лукия ( V, VI или XI век) — святая принцесса шотландская. День памяти — 19 сентября.

## Житие
Святая Лукия (Lucie), дочь шотландского короля,  перебралась жить в Лотарингию. Она стала пастушкой в селе Сампиньи, что у Мёзы. Покуда на пасла стада, своими руками святая Лукия сподобилась , с согласия владельца земли, построить маленькую молельню.
Храм в Сампиньи посвящён святому Петру, но в нём имеется часовня и деревянная гравюра, посвящённые святой Лукии, покровительнице жителей селения. Этот храм стал основой епископии Вердена. В настоящее время он состоит в  епархии Вердена.

## Почитание
К святой Лукии обращаются неплодные женщины.